# Limonius agonus
Limonius agonus är en skalbaggsart som först beskrevs av Thomas Say.  Limonius agonus ingår i släktet Limonius och familjen knäppare. Inga underarter finns listade i Catalogue of Life.